# Koki Ishii
Koki Ishii (石井 光輝 Ishii Koki?), född 15 mars 1995 i Shizuoka prefektur, är en japansk fotbollsspelare.
Ishii började sin karriär 2017 i Gainare Tottori.